# Jürgen von Gerlach
Jürgen von Gerlach (* 19. September 1936 in Kiel) war vom 26. November 1986 bis zu seinem Eintritt in den Ruhestand am 30. September 2001 Richter am Bundesgerichtshof.

## Leben
Nach juristischer Ausbildung und Promotion war von Gerlach zunächst in der Wirtschaft sowie kurze Zeit als Rechtsanwalt tätig, ehe er 1967 als Gerichtsassessor in den Justizdienst des Landes Hessen eintrat. Von 1967 bis 1969 war er als wissenschaftlicher Assistent an die Universität Heidelberg abgeordnet. 1969 erfolgte die Ernennung v. Gerlachs zum Amtsgerichtsrat, welches Amt er am Amtsgericht Darmstadt ausübte. Von 1972 bis 1986 war er als Richter am Oberlandesgericht Frankfurt am Main tätig.
Nach seiner Ernennung zum Richter am Bundesgerichtshof wies ihn dessen Präsidium zunächst dem 1. Strafsenat des Bundesgerichtshofes zu; zugleich war von Gerlach als Ermittlungsrichter beim Bundesgerichtshof tätig. Im März 1991 wechselte von Gerlach dann zum VI. Zivilsenat, dem er bis zu seinem Eintritt in den Ruhestand angehörte.

## Schriften
- Von Gerlach – Lebensbilder einer Familie in sechs Jahrhunderten, Deutsches Familienarchiv Band 160, Insingen 2015
- Von Gerlach – Leopold von Gerlach, 1757-1813, Leben und Gestalt des 1. Oberbürgermeisters von Berlin u. vormaligen kurmärkischen Kammerpräsidenten, Berlin 1987.NICOLAI Verlag
- Der Angeklagte als Zeuge für sich selbst im englischen Strafverfahren, Marburg 1964.